# Paul Goodison
Paul Goodison (Sheffield, 29 novembre 1977) è un velista britannico, vincitore della medaglia d'oro nel laser ai Giochi olimpici di Pechino del 2008.

## Palmarès
- Giochi olimpici

Pechino 2008: oro nel laser.
- Mondiali di laser

2002 - Hyannis: bronzo nel laser.
2009 - Halifax: oro nel laser.
- Europei di laser

2000 - Warnemünde: argento nel laser.
2002 - Vallensbæk: bronzo nel laser.
2004 - Warnemünde: oro nel laser.
2005 - Cartagena: argento nel laser.
2006 - Gydinia: oro nel laser.
2007 - Hyères: argento nel laser.
2008 - Nieuwpoort: argento nel laser.
2009 - Landskrona: oro nel laser.
2010 - Tallinn: argento nel laser.